# توروس راستکلنیان
توروس راستکلنیان (ارمنی: Թորոս Ռասթկելենյան؛ زادهٔ ۱۲ دسامبر ۱۹۳۴ - درگذشته ۲۹ ژوئیهٔ ۲۰۲۰) مجسمه‌ساز ارمنی‌تبار اهل فرانسه بود.

## زندگی‌نامه
وی در ۱۲ دسامبر ۱۹۳۴ در حلب به دنیا آمد . وی برنده جوایزی همچون مدال موسس خورناتسی و شوالیه لژیون دونور است. وی در ۲۹ ژوئیهٔ ۲۰۲۰ در سن ۸۵ سالگی در en:Romans-sur-Isère درگذشت.

## نگارخانه

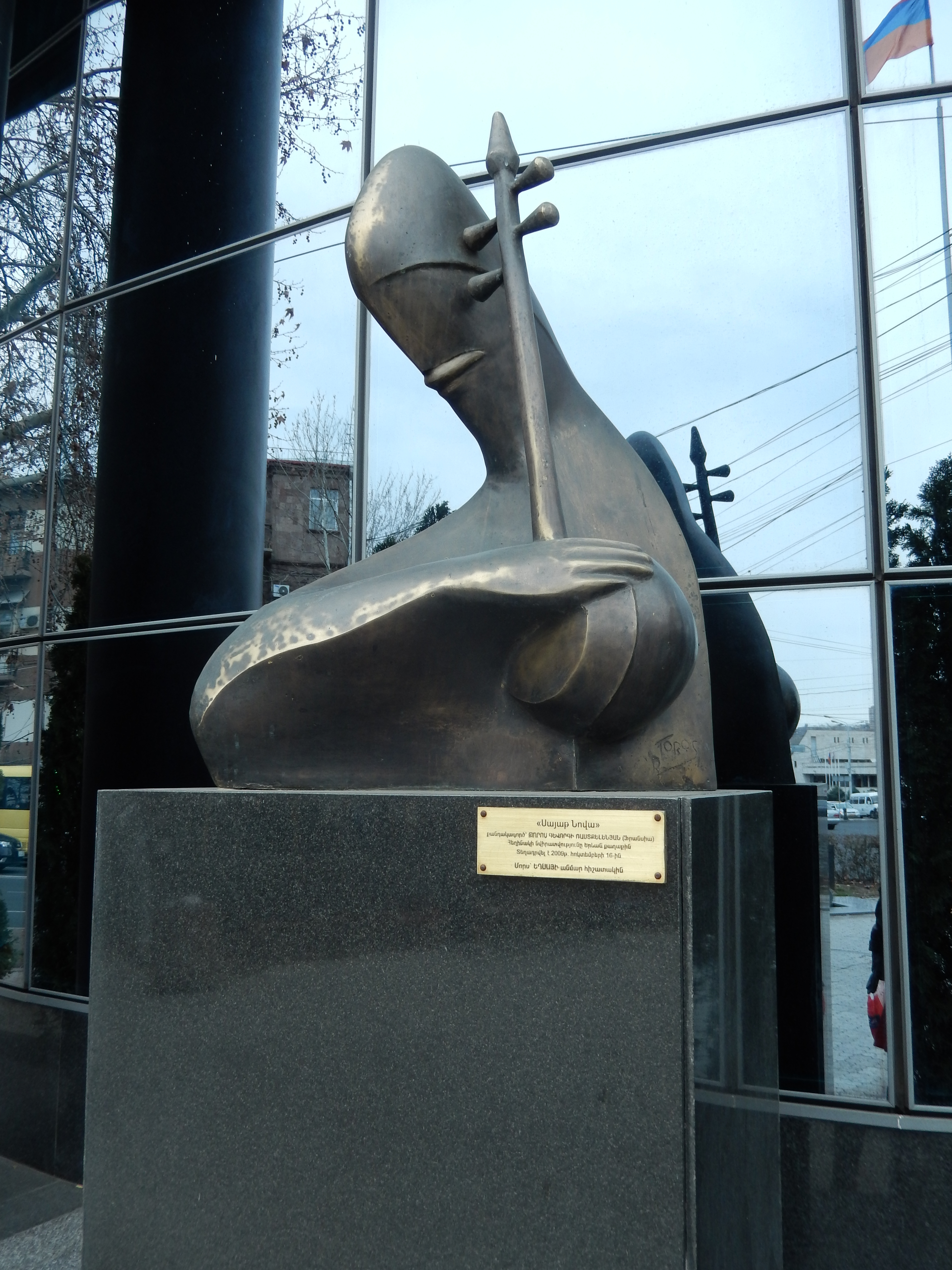
Սայաթ-Նովայի կիսանդրի (Երևան)